# Férfi 10 méteres toronyugrás a 2022-es úszó-Európa-bajnokságon
A 2022-es úszó-Európa-bajnokságon a műugrás férfi 10 méteres toronyugrás versenyszámának selejtezőjét augusztus 21-én délelőtt, a döntőjét pedig délután rendezték meg a római Foro Italicóban.
A 17 éves ukrán Olekszij Szereda nyerte meg a vizes Európa-bajnokság utolsó aranyérmét, miután győzött a férfi toronyugrók egyéni versenyében. A 12 fős finálé hat sorozatát követően több mint 30 pontos előnnyel utasította maga mögé a második helyen záró brit Noah Williamset. A dobogó harmadik fokára a britek másik versenyzője, Ben Cutmore állhatott fel.

## Versenynaptár
Az időpont(ok) helyi idő szerint olvashatóak (UTC +01:00):
| Dátum                         | Időpont | Forduló   |
| ----------------------------- | ------- | --------- |
| 2022. augusztus 21., vasárnap | 10:00   | Selejtező |
| 2022. augusztus 21., vasárnap | 17:25   | Döntő     |

## Eredmény
Zölddel kiemelve a döntőbe jutottak
| #   | Versenyző                         | Ország                   | Selejtező | Selejtező | Döntő   | Döntő  |
| #   | Versenyző                         | Ország                   | Rangsor   | Pontok    | Rangsor | Pontok |
| --- | --------------------------------- | ------------------------ | --------- | --------- | ------- | ------ |
|     | Olekszij Szereda                  | Ukrajna (UKR)            | 408,25    | 2.        | 493,55  | 1.     |
|     | Noah Williams                     | Egyesült Királyság (GBR) | 373,35    | 5.        | 459,00  | 2.     |
|     | Ben Cutmore                       | Egyesült Királyság (GBR) | 351,15    | 9.        | 438,35  | 3.     |
| 4.  | Andreas Sargent Larsen            | Olaszország (ITA)        | 396,80    | 3.        | 417,20  | 4.     |
| 5.  | Jevhen Naumenko                   | Ukrajna (UKR)            | 389,65    | 4.        | 406,65  | 5.     |
| 6.  | Jaden Shiloh Eikermann Gregorchuk | Németország (GER)        | 373,30    | 6.        | 397,50  | 6.     |
| 7.  | Timo Barthel                      | Németország (GER)        | 429,30    | 1.        | 375,60  | 7.     |
| 8.  | Robert Łukaszewicz                | Lengyelország (POL)      | 350,80    | 11.       | 344,25  | 8.     |
| 9.  | Eduard Timbretti Gugiu            | Olaszország (ITA)        | 363,80    | 8.        | 333,85  | 9.     |
| 10. | Carlos Camacho Del Hoyo           | Spanyolország (ESP)      | 365,15    | 7.        | 333,80  | 10.    |
| 11. | Atanasziosz Tszirikosz            | Görögország (GRE)        | 350,85    | 10.       | 328,15  | 11.    |
| 12. | Vlagyimir Harutunjan              | Örményország (ARM)       | 332,90    | 12.       | 288,60  | 12.    |
|     |                                   |                          |           |           |         |        |
| 13. | Nikólaosz Molvalisz               | Görögország (GRE)        | 312,55    | 13.       |         |        |
| 14. | Anton Knoll                       | Ausztria (AUT)           | 286,95    | 14.       |         |        |
| 15. | Dimitar Iszajev                   | Bulgária (BUL)           | 265,25    | 15.       |         |        |